# Pirámide de Micerino
La pirámide de Micerino (nombre helenizado) o de Menkaura (según su nombre egipcio) es la menor de las tres célebres pirámides de la necrópolis de la meseta de Guiza. A Micerino, faraón de la dinastía IV, se le atribuye ordenar construir esta pirámide de 108,5 m de base y 65,5 m de altura originalmente, actualmente 61 m debido a la pérdida de su recubrimiento. Conocida en su época como "Divino es Micerino", era parte del complejo funerario junto con las tres pirámides de las reinas, un templo funerario, el templo del valle y una calzada procesional que vinculaba ambos templos. 
En la antigüedad, esta pirámide estaba revestida con dieciséis hiladas de granito rosado procedente de las canteras de Asuán, aunque el resto del recubrimiento estaba conformado por bloques de piedra caliza de Tura. En la actualidad, la pirámide se halla desprovista de casi todo su recubrimiento, pudiéndose observar las regulares hiladas que conforman su núcleo. Cerca de la base se encuentran algunas hiladas del recubrimiento original de granito. La pirámide presenta, hacia el centro de la cara norte, una gran brecha vertical realizada por Al-Aziz Uthman, hijo de Saladino, que se había propuesto demoler las grandes pirámides de Guiza, empezando por la menor, la de Micerinos. Pero el trabajo fue abandonado al resultar muy costoso.
Durante las exploraciones arqueológicas realizadas en el siglo XIX, se encontró un sarcófago de basalto y cerca un féretro de madera antropomorfo, con una momia en su interior. Sin embargo, el féretro interior de madera no era de Micerino, sino de algún importante personaje de la época saíta. El sarcófago de basalto, perdido bajo el mar el 13 de octubre de 1838 frente a las costas de Cartagena  al naufragar la goleta Beatrice que lo trasladaba a Inglaterra, posiblemente sí perteneció a Micerino, pero estaba tallado con un estilo "fachada de palacio" típico del Imperio Medio, un trabajo posterior probablemente ya que los sarcófagos de piedra del Imperio Antiguo eran lisos sin decoración alguna y según el descubridor, Richard Howard Vyse, conteniendo otro enterramiento intruso, los huesos de una mujer joven.

## Dimensiones

Diagrama de la estructura interna de la pirámide de Menkaura (no a escala). En rojo: pasillos; en magenta: cámara de los paneles; en verde oscuro: cámara de paso; en azul: antecámara; en naranja: cámara principal; en verde claro: cámara de los cinco nichos; en verde oliva mate: nichos.

Altura: 65,5 m
Lados de la base: 104,6 x 102,2 m
Pendiente, ángulo: 51° 36′ 21″
Volumen: 235.182 m³